# Cryptochilus
Cryptochilus é um género botânico pertencente à família das orquídeas (Orchidaceae).

## Algumas espécies
1. Cryptochilus carinatus (Gibson), ined.
2. Cryptochilus ctenostachyus Gagnep., Bull. Soc. Bot. France 79: 163 (1932).
3. Cryptochilus luteus Lindl., J. Proc. Linn. Soc., Bot. 3: 21 (1859).
4. Cryptochilus petelotii Gagnep., Bull. Soc. Bot. France 79: 164 (1932).
5. Cryptochilus roseus (Lindl.) ined.
6. Cryptochilus sanguineus Wall., Tent. Fl. Napal.: 36 (1824).